# Renato Garibaldi
Renato Garibaldi (Cabella Ligure, 22 aprile 1931 – Pavia, 25 gennaio 2017) è stato un politico e medico italiano.

## Biografia
È stato medico legale, docente universitario e storico esponente socialista. Ha ricoperto l'incarico di consigliere regionale in Lombardia (1975-1980), di assessore regionale per i Beni e le Attività Culturali (1976-1978), viene poi eletto senatore della Repubblica nella IX legislatura dal 1983 al 1987: fa parte della Commissione Affari Istituzionali, Politiche Regionali e Commissione Parlamentare sul fenomeno della Mafia. 
A Pavia fu tra i fondatori dell'Opera Universitaria (oggi EDISU) e membro del senato accademico dell'Università. È stato anche sindaco della sua città natale, Cabella Ligure, dal 1985 al 1990, e consigliere comunale a Pavia.
Muore all'età di 85 anni nel gennaio 2017.